# LOCAL CONNECT
LOCAL CONNECT（ローカルコネクト）は、京都府長岡京市出身の5人組ロックバンド。略称はローコネ。
LOCAL(地元の仲間)から始まった音楽を携えて、様々な人や世界と繋がっていくことをコンセプトに全国的に活動している。
透明感があり、伸びのあるハイトーンボイスのISATO、泥臭く熱量を放つDaikiのツインボーカルが重なり合い１つに輝くメロディー。壮大な世界観、新感覚を追求したサウンドは唯一無二。

## メンバー
ISATO(いさと、9月11日 - )
ボーカル担当。一部楽曲の作詞も行っている。京都府出身。
Daiki(だいき、7月19日 - )
ボーカル、ギター、主に楽曲の作詞、全ての楽曲の作曲を担当している。リーダー。京都府出身。
しゅうま(8月24日 - )
ベース担当。京都府出身。
Natsuki(なつき、6月18日 - )
ドラム担当。京都府出身。
元メンバー
まーきー(4月20日 - )
ギター担当。2024年10月18日のライブをもって脱退。京都府出身。

## 来歴
2006年 - 高校1年生で前身バンドを結成。関西を中心に活動。
2015年
- 2月20日 - 現ドラマーNatsukiの加入と共にバンド名をLOCAL CONNECTへ改名。
- 6月17日 - 1st mini album「過去ツナグ未来」でメジャーデビュー。収録曲の「幸せのありか」は日テレ系TVアニメ『俺物語!!』のエンディングテーマに採用[3]。他収録曲の「コスモループ」は全国18局のパワープレイを獲得。
- 9月9日 - エンディングテーマを務めた『俺物語!!』(23話)でメンバーが声優として出演した[4]。

2016年
- 4月6日 - 2nd mini album「7RAILS」をリリース[5]。収録曲「Gold」はSPACE SHOWER TV 『it!』に決定。
- 「7RAILS」リリースツアーで全国を回り、ツアーファイナルでは地元京都MOJOで初のワンマン公演を行いSOLD OUTとなる。

2017年
- 2月20日 - LOCAL CONNECT結成日記念ワンマンライブを渋谷eggmanで行い、チケットはSOLD OUT。アコースティックライブ、トーク、バンドライブと彼らの魅力が詰まった公演となった[6]。
- 4月26日 - ワーナーミュージック・ジャパンへ移籍し、移籍第一弾シングル「スターライト」を発売。収録曲「スターライト」はTBS『有田ジェネレーション』エンディングテーマ曲に採用。カップリング曲「Power Song」はQAB琉球朝日放送『めざせ甲子園！』のテーマ曲となる。
- 「スターライト」リリースツアーで4都市を回る。5月11日大阪心斎橋JANUS、5月24日東京TSUTAYA O-WESTは自身最大キャパのワンマン公演であった。
- 9月24日、大阪城音楽堂にて行われたKANSAI LOVERS 2017に出演。
- 12月6日 - 3rdミニ・アルバム『未完成』をリリース。大阪、京都、横浜、名古屋のタワーレコードでインストアイベントを行った[7]。収録曲「ROAD」はTBS『SUPER SOCCER』のエンディングテーマとして起用。

2018年
- 1月12日から『未完成』をひっさげた全国リリースツアーを開催[8]。
- 6月2日から4都市を回る初のワンマンツアーを開催[9]。
- 8月5日、大阪 舞洲スポーツアイランドにて開催のロックフェス「ジャイガ」アコースティックステージに出演。
- 8月17日交流のある山口県のアイドル山口活性学園と楽曲交換ライブ開催。山口活性学園の曲。distopiaを演奏　[10]
- 9月22日、大阪城音楽堂にて行われたKANSAI LOVERS 2018に出演。
- 11月より所属事務所・レコード会社を離れセルフマネージメントへと移行。
- 12月に「CONNECT YEAR 2018」を大阪・東京にて開催。

2019年
- 2月20日、結成記念イベントを京都MUSEにて開催し大盛況にて収める。また同日より配信シングル「Hands / ランナーズ・ハイ」をリリース。
- 3月18日からCONNECT YEAR 2019として、アコースティックライブ、対バン、ワンマンと全国各地のツアーを行う[11]。
- 4月6日交流のある山口県のアイドル山口活性学園へDaikiがPhenixを楽曲提供[12]。
- 5月6日、配信シングル「アンダーグラウンド / Sailing」をリリース。
- 5月31日、京セラドーム大阪にて「オリックス・バファローズ公式戦」にて国歌斉唱を担当する。
- 6月17日、「合同会社MINDS合同会社」を設立。
- 11月27日、1st Album「NEW STEP」をリリース。リード曲「ANSWER」は各ラジオ曲にてパワープレイを獲得するほか、収録曲「Sailing」が関西テレビ「千原ジュニアの座王」EDテーマとなる。

2020年
- 3月31日、新型コロナウイルスでライブが出来ない中、ISATOがTwitterアカウントでアカペラで歌唱し次のアーティストにバトンを渡すうたつなぎを開始。多くのアーティストに伝播した[13][14]。これをきっかけに6月21日、配信シングル「小さな部屋で」をリリース。
- 11月21日、配信シングル「Beautiful Day」をリリース。関西テレビ「ウラマヨ」EDテーマとなる。

2021年
- 4月1日、FM KYOTO α-STATIONにて自身初のレギュラーDJ番組「CONE CONE RADIO」がスタート。
- 9月18日、配信シングル3作「デイライトブルー」「snowdrop」「残像」を同時リリース。

2022年
- 5月4日 、2nd Album「絶対的予感」をリリース。リリースツアー「予感的中」ではツアーファイナル公演を渋谷WWW、梅田CLUB QUATTROにて開催し大盛況にツアーを収めた。
- 長岡京ガラシャ祭ステージ

## ディスコグラフィ

### シングル
| #   | 発売日        | タイトル     | 規格品番   | 収録曲                                      |
| --- | ------------- | ------------ | ---------- | ------------------------------------------- |
| 1st | 2017年4月26日 | スターライト | WPCL-12636 | 1. スターライト 2. Power Song 3. またあした |

### 配信限定シングル
| 発売日         | タイトル               | 収録曲                           | レーベル            |
| -------------- | ---------------------- | -------------------------------- | ------------------- |
| 2015年4月1日   | 幸せのありか (TV size) | 1. 幸せのありか (TV size)        | VAP                 |
| 2019年2月20日  | Hands                  | 1. Hands 2. ランナーズ・ハイ     | Willingness Records |
| 2019年5月6日   | アンダーグラウンド     | 1. アンダーグラウンド 2. Sailing | Willingness Records |
| 2020年6月22日  | 小さな部屋で           | 1. 小さな部屋で                  | Willingness Records |
| 2020年11月21日 | Beautiful Day          | 1. Beautiful Day                 | Willingness Records |
| 2021年9月18日  | デイライトブルー       | 1. デイライトブルー              | Willingness Records |
| 2021年9月18日  | snowdrop               | 1. snowdrop                      | Willingness Records |
| 2021年12月25日 | 冬草                   | 1. 冬草                          | Willingness Records |
| 2022年2月20日  | By your side           | 1. By your side                  | Willingness Records |
| 2022年11月12日 | 羽根                   | 1. 羽根                          | Willingness Records |
| 2023年7月2日   | Light                  | 1. Light                         | Willingness Records |

### 配信限定EP
| #   | 発売日        | タイトル | 規格品番  | 収録曲                                           |
| --- | ------------- | -------- | --------- | ------------------------------------------------ |
| 1st | 2023年3月11日 | DETOUR   | WRLM-1003 | 1. Maybe You 2. RELOAD 3. 羽根 4. カーテンコール |

### ミニアルバム
| #   | 発売日        | タイトル       | 規格品番                                    | 収録曲 |
| --- | ------------- | -------------- | ------------------------------------------- | --- |
| 1st | 2015年6月17日 | 過去ツナグ未来 | VPCC-81844                                  | 1. コスモループ 2. ツギノセカイヘ 3. Paradise Lost 4. 君の右手 5. BLIND DAY 6. 幸せのありか 7. フォルメイカー |
| 2nd | 2016年4月6日  | 7RAILS         | VPCC-81868                                  | 1. Gold 2. 沈丁花 3. ねぇ ねぇ 4. おやすみ 5. 内緒 6. コトバ と ココロ 7. piece                               |
| 3rd | 2017年12月6日 | 未完成         | QYCL-10018:初回生産限定盤 QYCL-10019:通常盤 | 1. ROAD 2. 優シイ人 3. 呼吸 4. 泣いてよ 5. ふたり 6. スターライト 7. 想い、願い、歌う                         |

### フルアルバム
| #   | 発売日         | タイトル   | 規格品番  | 収録曲 |
| --- | -------------- | ---------- | --------- | --- |
| 1st | 2019年11月27日 | NEW STEP   | WRLM-1001 | 1. ストーリー 2. ANSWER 3. Hands (Album Mix) 4. 2DK 5. さよならの前に 6. メモリーアイズ 7. Sailing 8. Letter... 9. アンダーグラウンド                                                                                  |
| 2nd | 2022年5月4日   | 絶対的予感 | WRLM-1002 | 1. Regulus 2. デイライトブルー 3. 冬草 4. By your side 5. Kiseki 6. Beautiful Day 7. 再会の花歌 8. Regulus(English Ver.) 9. デイライトブルー(English Ver.) 10. By your side(English Ver.) 11. 再会の花歌(English Ver.) |

## ミュージックビデオ
- 幸せのありか(Lyric MV)
- コスモループ
- Gold
- piece
- スターライト
- ROAD
- 優シイ人(Lyric MV)
- Hands
- アンダーグラウンド
- Sailing
- ANSWER
- 小さな部屋で
- Beautiful Day
- デイライトブルー
- DayLight Blue (English Ver.)
- By your side
- Regulus
- Regulus (English Ver.)

## 主な主催イベント

### 2015年
| 「過去ツナグ未来」リリースツアー - 2015年6月17日（水）東京都 TSUTAYA O-Crest - 2015年6月19日（金）宮城県 仙台MACANA - 2015年6月21日（日）愛知県 豊橋 club KNOT / HOUSE OF CRAZY / SOUND STAFF Live Space - 2015年6月22日（月）愛知県 池下 CLUB UPSET - 2015年6月24日（水）京都府 京都MOJO - 2015年6月26日（金）兵庫県 MUSIC ZOO KOBE 太陽と虎 - 2015年6月29日（月）大阪府 梅田ZEELA - 2015年7月3日（金）広島県 CAVE-BE - 2015年7月6日（月）長崎県 Studio Do! - 2015年7月7日（火）福岡県 Queblick | - 2015年7月9日（木）大分県 club SPOT - 2015年7月10日（金）福岡県 kokura FUSE - 2015年7月12日（日）新潟県 GOLDEN PIGS BLACK STAGE - 2015年7月14日（火）京都府 KYOTO MUSE - 2015年7月15日（水）埼玉県 HEAVEN'S ROCK Kumagaya VJ-1 - 2015年7月18日（土）徳島県 club GRINDHOUSE - 2015年7月19日（日）岡山県 CRAZYMAMA 2nd Room - 2015年7月22日（水）東京都 TSUTAYA O-Crest - 2015年8月5日（水）大阪府 Music Club JANUS |

### 2016年
| 「7RAILS」リリースツアー - 2016年4月10日（日）大阪府 LIVE SQUARE 2nd LINE - 2016年4月13日（水）東京都 吉祥寺CLUB SEATA - 2016年4月15日（金）京都府 KYOTO MUSE - 2016年4月17日（日）徳島県 club GRINDHOUSE - 2016年4月18日（月）香川県 DIME - 2016年4月19日（火）広島県 CAVE-BE | - 2016年4月21日（木）福岡県 kokura FUSE - 2016年4月22日（金）福岡県 Queblick - 2016年4月26日（火）兵庫県 ART HOUSE - 2016年5月5日（木）岡山県 CRAZYMAMA 2nd Room - 2016年5月9日（月）宮城県 仙台MACANA - 2016年5月11日（水）群馬県 前橋DYVER |

「7RAILS」 リリースツアー ファイナルシリーズ
- 2016年5月15日（日）東京都 TSUTAYA O-Crest
- 2016年5月17日（火）愛知県 池下CLUB UPSET
- 2016年5月22日（日）大阪府 梅田ZEELA

「7RAILS 」リリースツアー ファイナル ～7つの線路、運ぶ音～
- 2016年6月11日（土）京都府 京都MOJO

CONNECT YEAR 2016
- 2016年8月17日（水） 大阪府 LIVE SQUARE 2nd LINE
- 2016年8月24日（水） 東京都 TSUTAYA O-Crest

| CONNECT YEAR 2016 延長戦 - 2016年10月5日 京都 GROWLY - 2016年10月13日 池下 CLUB UPSET - 2016年10月27日 福岡 Queblick | - 2016年11月3日 大阪 2nd LINE - 2016年11月10日 渋谷 TSUTAYA O-crest |

### 2017年
3年目もよろしくやDay(LOCAL CONNECT結成2年記念イベント)　
- 2017年2月20⽇（月） 渋⾕eggman

「スターライト」リリースツアー
- 2017年5月11日（木） 心斎橋Music Club JANUS
- 2017年5月19日（金） 池下CLUB UPSET
- 2017年5月21日（日） 福岡 Queblick
- 2017年5月24日（水） 渋谷 TSUTAYA O-WEST

コネコネルーム限定イベント“ヒミツの部屋”
- 2017年7月15日（土） 南堀江Soundkitchen qupe
- 2017年7月27日（木） 渋谷gee-ge

CONNECT YEAR2017 ～真夏のスリーマンおこしやす編～
- 2017年8月21日（月） 京都MOJO

### 2018年
| 「未完成」 リリースツアー - 2018年1月12日（金）千葉LOOK - 2018年11月13日（土） 横浜Baysis - 2018年11月16日（火）Shibuya eggman - 2018年11月18日（木） 仙台 MACANA - 2018年11月20日（土） 前橋 Dyver - 2018年11月21日（日） 甲府CONVICTION - 2018年11月28日（日） 岡山 CARAZYMAMA 2ndRoom - 2018年12月1日（水）神戸太陽と虎 | - 2018年2月3日（土） 広島 CAVE-BE - 2018年2月4日（日） 小倉 FUSE - 2018年2月18日（日） 池下 CLUB UPSET - 2018年2月20日（火）京都MUSE（結成3周年） - 2018年2月24日（土） 高松DIME - 2018年2月25日（日） 徳島GRINDHOUSE - 2018年2月27日（火）大分 club SPOT - 2018年2月28日（水）佐賀 GEILS - 2018年3月2日（金） 福岡 Queblick |

「未完成」リリースツアー ファイナルシリーズ
- 2018年3月18日（日） 渋谷 TSUTAYA O-crest
- 2018年3月31日（土） 心斎橋 Music Club JANUS

ワンマンツアー“無完成”
- 2018年6月2日（土） 東京 TSUTAYA O-Crest ～本気でいくよ東京編～
- 2018年6月9日（土） 大阪 梅田Zeela ～なんぼのもんじゃい大阪編～
- 2018年6月22日（金） 愛知 池下CLUB UPSET ～でら良い日にしよう名古屋編～
- 2018年7月14日（土） 福岡 Queblick ～やっぱ好いとうよ福岡編～

コネコネルーム限定イベント“ヒミツの部屋”
- 2018年7月27日（金） 渋谷gee-ge
- 2018年7月30日（月） 心斎橋 歌う魚

CONNECT YEAR 2018 NAKED
- 2018年12月12日（水） 下北沢ReG
- 2018年12月18日（火） 大阪MUSE

### 2019年
5年目もよろしくやDay(LOCAL CONNECT結成4年&リリース記念イベント)
- 2019年2月20日 （水）京都MUSE

CONNECT YEAR 2019　-アコースティックツアー編-
- 2019年3月18日（月） 福岡 liv LABO
- 2019年4月5日（金）  愛知 sunset blue
- 2019年4月14日（日） 大阪 心斎橋 歌う魚（2回公演）
- 2019年4月20日（土） 東京 原宿ストロボカフェ（昼公演）

CONNECT YEAR 2019 -対バン編-
- 2019年5月12日（日） 渋谷STAR LOUNGE
- 2019年5月17日（金） 梅田 Zeela

"Sailing"MV撮影＆フリーライブ
- 2019年6月4日（火）阿倍野ROCKTOWN.

CONNECT YEAR 2019 -ワンマンツアー編-
- 2019年7月7日（日） 名古屋 ell. SIZE
- 2019年7月13日（土） LIVE HOUSE Queblick
- 2019年7月19日（金） OSAKA MUSE
- 2019年7月21日（日） SHIBUYA TAKE OFF7

### 2020年
| - 2020年1月12日（日）大阪 LIVE SQUARE 2nd LINE - 2020年1月24日（金）広島CAVE BE - 2020年1月25日（土）香川 高松DIME - 2020年1月26日（日）岡山CRAZYMAMA 2ndROOM - 2020年1月30日（木）神奈川 横浜BAYSIS - 2020年1月31日（金）宮城 仙台enn3rd - 2020年2月12日（水）愛知 名古屋CLUB UPSET - 2020年2月15日（土）山口LIVE rise SHUNAN - 2020年2月16日（日）福岡LIVE HOUSE Queblick | - 2020年2月21日（金）渋谷O-Crest - 2020年2月22日（土）KYOTO MUSE - 2020年5月4日（月祝）渋谷WWW ツアーファイナル（ワンマン） →新型コロナウイルスの影響で延期 - 2020年9月10日（木）渋谷WWW ツアーファイナル振替公演 →新型コロナウイルスの影響で公演中止 - 2020年9月10日（木）KYOTO MUSE 【HIGH！HIGH！HIGH STEP】※オンライン配信ライブ |

#### 「Beautiful Day」リリース記念ワンマンLIVE
- 2020年12月6日（日）大阪MUSE　※第1部アコースティック、第2部バンドセットの2部構成

### 2021年

#### 7年目もよろしくやDay(LOCAL CONNECT結成6周年記念イベント)
- 2021年2月20日（金）京都MUSE

#### CONNECT YEAR 2021-夜になったら寝るんです東京-
- 2021年6月12日（土）SHIBUYA TAKE OFF 7　※第1部 アコースティックセット、第2部 バンドセットの2部構成

#### YouTube配信50回記念-とびだせ ローコネの部屋-
- 2021年6月27日（日）MUSIC SQUARE 1624 TENJIN　※第1部カバー編、第2部オリジナル編の2部構成

### 2022年

#### 8年目もよろしくやDay(LOCAL CONNECT 結成7周年記念イベント)
- 2022年2月19日（土）京都MUSE

#### CONNECT YEAR 2022 ええ音奏でましょうTour
- 2022年11月3日（木祝）名古屋ell.SIZE
- 2022年11月4日（金）Spotify O-CREST
- 2022年11月10日（木）大阪MUSE